# Чемпионат России по хоккею с шайбой 2002/2003 (составы)
Составы команд чемпионата России по хоккею с шайбой 2002/03.
Указано гражданство хоккеистов, не являвшихся гражданами России, Беларуси, Казахстана, Украины (согласно eliteprospects.com).

## 1. «Локомотив»
Вратари: Андрей Малков, Егор Подомацкий.
Защитники: Михаил Баландин, Алексей Васильев, Илья Горохов, Денис Гребешков, Александр Гуськов, Сергей Жуков, Евгений Королёв, Дмитрий Красоткин, Андрей Первышин,  Карел Рахунек, Андрей Соболев, Алексей Стонкус,  Радим Тесаржик, Дмитрий Фахрутдинов,  Мартин Штрбак.
Нападающие: Виктор Александров, Владимир Антипов, Антон Бут, Вячеслав Буцаев, Юрий Буцаев, Дмитрий Власенков, Павел Воробьёв, Константин Глазачев, Антон Зимин, Андрей Коваленко, Сергей Немчинов, Иван Непряев,  Ян Петерек, Константин Руденко, Владимир Самылин, Александр Скугарев, Александр Суглобов, Иван Ткаченко, Дмитрий Уткин, Григорий Шафигулин, Вадим Шахрайчук.
Главный тренер:  Владимир Вуйтек-ст..

## 2. «Северсталь»
Вратари:  Марсель Кузино, Олег Филимонов, Виктор Чистов,  Мартин Брошу.
Защитники: Олег Волков, Сергей Гимаев, Вадим Гловацкий, Сергей Гусев, Алексей Кривченков, Евгений Петрочинин, Раиль Розаков, Игорь Самойлов, Андрей Сапожников, Василий Турковский, Евгений Шалдыбин, Андрей Шефер, Александр Шинин, Игорь Щадилов, Александр Юдин.
Нападающие: Олег Антоненко, Максим Балмочных, Сергей Бердников, Александр Блохин,  Владимир Вуйтек-мл., Александр Гольц, Юрий Добрышкин, Вадим Епанчинцев, Евгений Исаков, Алексей Калюжный, Юрий Кузнецов, Владислав Лучкин, Андрей Никитенко, Руслан Нуртдинов, Андрей Пчеляков, Максим Рыбин, Андрей Сидякин, Дмитрий Субботин, Павел Торгаев, Юрий Трубачёв, Василий Чистоклетов, Александр Шинкарь.
Главный тренер: Сергей Михалёв.

## 3. «Лада»
Вратари: Максим Михайловский,  Майк Фаунтин.
Защитники: Михаил Баландин, Владислав Бульин, Илья Горохов, Андрей Есипов, Максим Кондратьев, Владимир Маленьких, Филипп Метлюк, Артур Октябрёв, Раиль Розаков, Александр Селуянов, Максим Семёнов,  Ладислав Чиерны.
Нападающие: Алексей Акифьев, Олег Белкин,  Радек Белоглав, Александр Бойков, Александр Бутурлин,  Брюс Гардинер, Роман Горев, Игорь Григоренко, Александр Гутов, Дмитрий Казионов, Дмитрий Леонов, Денис Метлюк, Александр Нестеров, Евгений Павлов, Евгений Сафронов, Михаил Севостьянов, Сергей Севостьянов, Александр Сёмин, Андрей Фролкин, Андрей Царёв.
Главный тренер: Пётр Воробьёв.
Покинули команду.

## 4. «Авангард»
- Вр Александр Вьюхин
- Вр Максим Соколов
- Зщ Вячеслав Белов
- Зщ Илья Бякин
- Зщ Андрей Евстафьев
- Зщ Сергей Кагайкин
- Зщ Кирилл Кольцов
- Зщ Игорь Никитин
- Зщ Юрий Панов
- Зщ Валерий Покровский
- Зщ Сергей Розин
- Зщ Дмитрий Рябыкин
- Зщ Станислав Шальнов
- Зщ Олег Шаргородский
- Зщ  Иржи Шлегр
- Нп Константин Баранов
- Нп  Томаш Власак
- Нп Александр Головин
- Нп Илья Горбушин
- Нп Юрий Ермолин
- Нп Дмитрий Затонский
- Нп Сергей Кожевников
- Нп Антон Курьянов
- Нп  Павел Патера
- Нп Александр Пережогин
- Нп Александр Попов
- Нп Александр Прокопьев
- Нп  Мартин Прохазка
- Нп Рамиль Сайфуллин
- Нп Андрей Субботин
- Нп Максим Сушинский
- Нп Андрей Таратухин
- Нп Александр Харитонов
- Нп Артём Чернов
- Нп Равиль Якубов
- Главный тренер:  Иван Глинка

## «Ак Барс»
- Вр Андрей Мезин
- Вр Андрей Царев
- Вр Дмитрий Ячанов
- Зщ Виталий Атюшов
- Зщ Антон Бабчук
- Зщ Дмитрий Балмин
- Зщ Евгений Варламов
- Зщ Дмитрий Ерофеев
- Зщ Александр Завьялов
- Зщ Евгений Наместников
- Зщ Виталий Прошкин
- Зщ Денис Соколов
- Зщ Фёдор Тютин
- Зщ Михаил Чернов
- Зщ Олег Шаргородский
- Нп  Ян Бенда
- Нп Альберт Вишняков
- Нп Дмитрий Гоголев
- Нп  Иржи Гудлер
- Нп Руслан Зайнуллин
- Нп Данис Зарипов
- Нп Валерий Зелепукин
- Нп Сергей Зиновьев
- Нп Сергей Золотов
- Нп Дмитрий Квартальнов
- Нп Сергей Королёв
- Нп Александр Королюк
- Нп Денис Платонов
- Нп Алексей Тертышный
- Нп Евгений Федоров
- Нп Владимир Цыплаков
- Нп Алексей Чупин
- Главный тренер: Владимир Плющев

## «Металлург» Магнитогорск
- Вр Игорь Карпенко
- Вр  Джефф Монд
- Вр Борис Тортунов
- Зщ Сергей Баутин
- Зщ Александр Бойков
- Зщ Олег Давыдов
- Зщ Игорь Земляной
- Зщ Николай Игнатов
- Зщ Сергей Климентьев
- Зщ Алексей Литвиненко
- Зщ Артём Носов
- Зщ Иван Сидоров
- Зщ Андрей Соколов
- Зщ Николай Цулыгин
- Нп Олег Белов
- Нп Алмаз Гарифуллин
- Нп Евгений Гладских
- Нп Сергей Гомоляко
- Нп Александр Гулявцев
- Нп Равиль Гусманов
- Нп Алексей Зоткин
- Нп Алексей Кайгородов
- Нп Валерий Карпов
- Нп Евгений Корешков
- Нп Александр Корешков
- Нп Эдуард Кудерметов
- Нп Дмитрий Макаров
- Нп Егор Михайлов
- Нп Сергей Осипов
- Нп Дмитрий Пестунов
- Нп Сергей Пискунов
- Нп Михаил Сарматин
- Нп Александр Селиванов
- Нп Андрей Трощинский
- Нп Дмитрий Христич
- Нп Станислав Шульга
- Главный тренер: Валерий Белоусов

## «Динамо»
- Вр Алексей Волков
- Вр Виталий Еремеев
- Вр Александр Ерёменко
- Зщ Сергей Вышедкевич
- Зщ Александр Ждан
- Зщ Роман Золотов
- Зщ Сергей Зуборев
- Зщ  Родриго Лавиньш
- Зщ Виталий Люткевич
- Зщ Илья Никулин
- Зщ Олег Ореховский
- Зщ Андрей Скопинцев
- Зщ  Осмо Соутокорва
- Зщ Алексей Трощинский
- Нп Юрий Бабенко
- Нп Владимир Воробьев
- Нп Александр Гольц
- Нп Виктор Гордиюк
- Нп Владислав Евсеев
- Нп Денис Карцев
- Нп Александр Кувалдин
- Нп Алексей Кудашов
- Нп  Юхан Линдстрём
- Нп Игорь Мирнов
- Нп Константин Михайлов
- Нп Александр Овечкин
- Нп Александр Попков
- Нп Андрей Разин
- Нп Александр Савченков
- Нп Александр Семак
- Нп Дмитрий Старостенко
- Нп Александр Степанов
- Нп Алексей Терещенко
- Нп Александр Юньков
- Главный тренер: Зинэтула Билялетдинов

## «Салават Юлаев»
- Вр Сергей Николаев
- Вр Константин Симчук
- Зщ Денис Денисов
- Зщ Сергей Заводовский
- Зщ Сергей Зимаков
- Зщ Рустем Камалетдинов
- Зщ Роман Кухтинов
- Зщ Виталий Новопашин
- Зщ Владислав Озолин
- Зщ  Атварс Трибунцов
- Зщ Евгений Цыбук
- Нп Александр Ардашев
- Нп Владимир Артюшин
- Нп Денис Афиногенов
- Нп Руслан Ахмадуллин
- Нп Константин Баранов
- Нп Игорь Волков
- Нп Константин Горовиков
- Нп Алексей Горшков
- Нп Алексей Деев
- Нп Николай Заварухин
- Нп Виталий Карамнов
- Нп Денис Метлюк
- Нп Андрей Петрунин
- Нп Вячеслав Поликаркин
- Нп Андрей Самохвалов
- Нп Андрей Скабелка
- Нп Ринат Хасанов
- Нп Денис Хлыстов
- Нп Сергей Шаламай
- Нп Максим Шарифьянов
- Нп Олег Яшин
- Главный тренер: Сергей Николаев

## 9. «Металлург» Новокузнецк
- Вр Вадим Тарасов
- Вр Сергей Шабанов
- Зщ Владимир Антипин
- Зщ Алексей Данилов
- Зщ Андрей Дылевский
- Зщ Алексей Коледаев
- Зщ Дмитрий Пархоменко
- Зщ Алексей Пепеляев
- Зщ Евгений Пупков
- Зщ Сергей Решетников
- Зщ Евгений Шалдыбин
- Зщ Евгений Штайгер
- Нп Виктор Александров
- Нп Алексей Алексеев
- Нп Олег Антоненко
- Нп Матвей Белоусов
- Нп Михаил Волков
- Нп Айрат Кадейкин
- Нп Сергей Кожевников
- Нп Николай Курочкин
- Нп Сергей Кутявин
- Нп Евгений Лазарев
- Нп Евгений Лапин
- Нп Евгений Макаров
- Нп Сергей Москалев
- Нп Дмитрий Набоков
- Нп Игорь Николаев
- Нп Дмитрий Панков
- Нп Андрей Пчеляков
- Нп Андрей Расолько
- Нп Денис Стасюк
- Нп Денис Тюрин
- Нп Валерий Хлебников
- Нп Сергей Чубыкин
- Главный тренер: Николай Соловьёв

## 10. ЦСКА
- Вр Ильдар Мухометов
- Вр Душан Салфицки
- Вр Олег Шевцов
- Зщ Вадим Брезгунов
- Зщ Илья Бякин
- Зщ Максим Великов
- Зщ Ян Голубовский
- Зщ  Милослав Гурень
- Зщ Александр Журик
- Зщ Дмитрий Космачев
- Зщ Владимир Крамской
- Зщ Андрей Мухачев
- Зщ Валерий Покровский
- Зщ Николай Сёмин
- Зщ Павел Траханов
- Зщ Вадим Хомицкий
- Нп Сергей Аншаков
- Нп Евгений Ахметов
- Нп Константин Баранов
- Нп Владимир Горбунов
- Нп Александр Дроздецкий
- Нп Игорь Емелеев
- Нп Николай Жердев
- Нп Александр Зевахин
- Нп Сергей Золотов
- Нп Алексей Колкунов
- Нп Сергей Коньков
- Нп Андрей Костицын
- Нп Евгений Лапин
- Нп Альберт Лещев
- Нп Сергей Лучинкин
- Нп Сергей Мозякин
- Нп Раиль Муфтиев
- Нп Максим Осипов
- Нп Сергей Пискунов
- Нп Александр Полушин
- Нп Николай Пронин
- Нп Дмитрий Субботин
- Нп Александр Чагодаев
- Нп Игорь Шевцов
- Нп Алексей Шкотов
- Главный тренер: Виктор Тихонов

## 11. «Амур»
- Вр  Алекс Вестлунд
- Вр Олег Филимонов
- Вр Александр Фомичев
- Зщ Кирилл Алексеев
- Зщ Олег Вевчеренко
- Зщ Артур Гарипов
- Зщ Александр Гришин
- Зщ Максим Гусев
- Зщ  Дейв Макайзик
- Зщ  Джереми Маккарти
- Зщ Андрей Наумов
- Зщ Михаил Переяслов
- Зщ Геннадий Разин
- Зщ Дмитрий Устюжанин
- Зщ Дмитрий Шулаков
- Зщ Ильдар Юбин
- Зщ Сергей Ясаков
- Нп Вадим Аверкин
- Нп Алексей Бадюков
- Нп Станислав Басов
- Нп Алексей Буйлов
- Нп Сергей Кияйкин
- Нп Алексей Копейкин
- Нп Сергей Кривокрасов
- Нп Олег Минаков
- Нп Андрей Миронов
- Нп Олег Науменко
- Нп Вадим Покотило
- Нп Максим Спиридонов
- Нп Дмитрий Тарасов
- Нп Анатолий Устюгов
- Нп Дмитрий Учайкин
- Нп  Крис Уэллс
- Нп Александр Филиппов
- Нп Евгений Хацей
- Нп Игорь Шевцов
- Нп Максим Щевьев
- Нп Алексей Юдников
- Главный тренер: Андрей Пятанов

## 12. «Нефтехимик»
- Вр Сергей Звягин
- Вр  Патрик Лабрек
- Вр Дмитрий Хомутов
- Зщ Николай Воеводин
- Зщ  Патрик Гучко
- Зщ Андрей Кручинин
- Зщ Леонид Лабзов
- Зщ Олег Микульчик
- Зщ Алексей Петров II
- Зщ Кирилл Степанов
- Зщ Александр Сычев
- Зщ Александр Титов
- Зщ Олег Хмыль
- Зщ Николай Цулыгин
- Зщ Андрей Яханов
- Зщ  Станислав Яшечко
- Нп Евгений Ахметов
- Нп Роман Баранов
- Нп Николай Бардин
- Нп Александр Блохин
- Нп Александр Бобкин
- Нп Алексей Вахрушев
- Нп Алмаз Гарифуллин
- Нп Александр Гулявцев
- Нп Юрий Дьяченко
- Нп Руслан Зайнуллин
- Нп Владимир Зоркин
- Нп Ринат Касьянов
- Нп Максим Краев
- Нп Ильнар Мисбахов
- Нп Константин Михайлов
- Нп Евгений Муратов
- Нп Андрей Расолько
- Нп Михаил Сарматин
- Нп Алексей Симаков
- Нп Василий Смирнов
- Нп Александр Суглобов
- Нп Лев Трифонов
- Нп Александр Трофимов
- Нп Сергей Храмов
- Нп Василий Чистоклетов
- Нп  Рихард Шехны
- Главный тренер: Владимир Крикунов

## 13. СКА
- Вр Валерий Иванников
- Вр Сергей Наумов
- Вр Олег Ромашко
- Зщ Владимир Алексушин
- Зщ Антон Бабчук
- Зщ Евгений Грибко
- Зщ Сергей Губернаторов
- Зщ Марат Давыдов
- Зщ Вячеслав Завальнюк
- Зщ Дмитрий Иванов
- Зщ Андрей Козырев
- Зщ  Дэвид Купер
- Зщ Олег Леонтьев
- Зщ Константин Маслюков
- Зщ Артём Остроушко
- Зщ Сергей Сёмин
- Зщ Александр Соколов
- Зщ Николай Сырцов
- Зщ Фёдор Тютин
- Зщ Евгений Филинов
- Зщ Сергей Якимович
- Нп Алексей Акифьев
- Нп Егор Башкатов
- Нп Олег Болтунов
- Нп Владислав Брызгалов
- Нп Андрей Галушкин
- Нп Александр Гальченюк
- Нп Илья Горбушин
- Нп Роман Горев
- Нп Илья Докшин
- Нп Максим Зуенков
- Нп Андрей Иванов
- Нп  Александр Керч
- Нп Алексей Кознев
- Нп Иван Лебединец
- Нп Дмитрий Левинский
- Нп Владислав Лучкин
- Нп Сергей Макаров
- Нп Александр Матвийчук
- Нп Дмитрий Михайлов
- Нп Игорь Никулин
- Нп Владимир Петров
- Нп Евгений Полозов
- Нп Андрей Райский
- Нп Андрей Рычагов
- Нп Дмитрий Сергеев
- Нп Ренат Хайретдинов
- Нп Александр Харламов
- Нп Кирилл Хорев
- Нп Алексей Цветков
- Нп Андрей Шурупов
- Главный тренер: Николай Пучков (до 3 октября), Борис Михайлов.

## 14. «Сибирь»
- Вр  Кристиан Бронсард
- Вр Эдгарс Масальскис
- Вр Александр Фомичев
- Вр Константин Чащухин
- Зщ  Александр Агневщиков
- Зщ Вячеслав Белов
- Зщ Сергей Воронов
- Зщ Евгений Грибко
- Зщ Андрей Евстафьев
- Зщ Андрей Козырев
- Зщ Дмитрий Кокорев
- Зщ Алексей Коршков
- Зщ Артём Марьямс
- Зщ Константин Маслюков
- Зщ Роман Попов
- Зщ Сергей Розин
- Зщ Дмитрий Стулов
- Зщ Артём Тернавский
- Зщ Ильдар Юбин
- Нп Павел Агарков
- Нп Виктор Беляков
- Нп Лев Бердичевский
- Нп Александр Головин
- Нп Александр Гольц
- Нп Алексей Деев
- Нп Дмитрий Дударев
- Нп Николай Золотухин
- Нп Игорь Камаев
- Нп Сергей Климович
- Нп Николай Костюков
- Нп Лев Крутохвостов
- Нп Артём Крюков
- Нп Антон Курьянов
- Нп Алексей Михнов
- Нп Дмитрий Набоков
- Нп Сергей Петренко
- Нп Асхат Рахматуллин
- Нп Станислав Романов
- Нп Кирилл Сидоренко
- Нп Сергей Соломатов
- Нп Андрей Тарасенко
- Нп  Мартин Томашек
- Нп  Леош Чермак
- Главный тренер: Владимир Голубович

## 15. «Спартак»
- Вр Максим Корякин
- Вр Андрей Медведев
- Вр  Стив Плуфф
- Зщ Алексей Васильченко
- Зщ Вадим Гловацкий
- Зщ Михаил Доника
- Зщ Александр Журик
- Зщ Андрей Заболотнев
- Зщ  Виктор Игнатьев → «Молот»
- Зщ Леонид Канарейкин
- Зщ Владислав Корнеев
- Зщ Владимир Корсунов
- Зщ Артём Марьямс
- Зщ Андрей Соболев
- Зщ Дмитрий Стулов
- Зщ Игорь Хацей
- Зщ Михаил Чернов
- Нп Павел Агарков
- Нп Сергей Арекаев
- Нп Дмитрий Безруков
- Нп Павел Бойченко
- Нп Михаил Волков
- Нп Артём Востриков
- Нп Дмитрий Кириленко
- Нп Дмитрий Клевакин
- Нп Николай Копытин
- Нп Александр Мордвиненко
- Нп Андрей Поснов
- Нп Максим Потапов
- Нп Максим Рыбин
- Нп Артём Рыбин
- Нп Дмитрий Семенов
- Нп Дмитрий Семин
- Нп Сергей Соломатов
- Нп Антон Старовойт
- Нп Александр Трофимов
- Нп Дмитрий Уппер
- Нп Анатолий Филатов
- Нп Вадим Шарифьянов
- Нп Вадим Шахрайчук
- Главный тренер: Фёдор Канарейкин, Сергей Шепелев.

## 16. «Мечел»
- Вр Михаил Емельянов
- Вр Владимир Тихомиров
- Вр Олег Шевцов
- Зщ Марат Аскаров
- Зщ Алексей Бондарев
- Зщ Максим Васючков
- Зщ Владимир Гапонов
- Зщ Александр Короболин
- Зщ Виталий Левада
- Зщ Андрей Лопатин
- Зщ Игорь Матушкин
- Зщ Олег Микульчик
- Зщ Валерий Никулин
- Зщ Михаил Парамонов
- Зщ Олег Романов
- Зщ Илья Сташенков
- Зщ Алексей Чикалин
- Нп Александр Ардашев
- Нп Андрей Баландин
- Нп Игорь Варицкий
- Нп Артём Воробьев
- Нп Евгений Галкин
- Нп Александр Глазков
- Нп Сергей Гомоляко
- Нп Денис Гусманов
- Нп Павел Десятков
- Нп Георгий Евтюхин
- Нп Андрей Ковшевный
- Нп Владимир Кречин
- Нп Андрей Кудинов
- Нп Дмитрий Леонов
- Нп Евгений Медведев
- Нп Геннадий Неклюдов
- Нп Константин Перегудов
- Нп Алексей Петров I
- Нп Борис Проценко
- Нп Дмитрий Романов
- Нп Сергей Соломатов
- Нп Владимир Стулов
- Нп Константин Татаринцев
- Нп Владимир Терехов
- Нп Николай Федяшев
- Нп Максим Якуценя
- Главный тренер: Сергей Парамонов, Владимир Васильев

## 17. «Молот-Прикамье»
- Вр  Мартин Клемпа
- Вр Виталий Коваль
- Вр Евгений Рябчиков
- Вр Олдржих Свобода
- Вр Денис Черепанов
- Зщ Артём Анисимов
- Зщ Александр Баркунов
- Зщ  Иржи Вебер
- Зщ Вадим Галкин
- Зщ Олег Горбенко
- Зщ Роман Горбунов
- Зщ Дмитрий Дубровский
- Зщ Виктор Игнатьев ← «Спартак»
- Зщ Александр Короболин
- Зщ Андрей Никишов
- Зщ Владислав Отмахов
- Зщ Антон Пономарев
- Зщ Денис Соколов
- Зщ Андрей Срюбко
- Зщ Дмитрий Филимонов
- Зщ Ремир Хайдаров
- Нп Александр Агеев
- Нп Лев Бердичевский
- Нп Максим Бец
- Нп Алик Гареев
- Нп Владислав Громов
- Нп Сергей Губанов
- Нп Евгений Гусаков
- Нп Дмитрий Денисов
- Нп Сергей Жеребцов
- Нп Александр Журун
- Нп Игорь Зеленчев
- Нп Григорий Ковтун
- Нп Сергей Коньков
- Нп Андрей Кузьмин
- Нп Вячеслав Курочкин
- Нп  Александр Ниживий
- Нп Игорь Никулин
- Нп Алексей Погонин
- Нп Вячеслав Поликаркин
- Нп Максим Потапов
- Нп Руслан Ревякин
- Нп Дмитрий Романов
- Нп Олег Савчук
- Нп Иван Сахаров
- Нп Владимир Севастьянов
- Нп Анатолий Степанов
- Нп Александр Татаринов
- Нп Александр Чагодаев
- Нп Виктор Чурилов
- Нп Сергей Шиханов
- Главный тренер: Валерий Постников

## 18. «Крылья Советов»
- Вр Олег Глебов
- Вр Алексей Егоров
- Зщ Сергей Бернацкий
- Зщ Вадим Брезгунов
- Зщ Анвар Гатиятулин
- Зщ Олег Горбенко
- Зщ Александр Горелов
- Зщ  Ян Длоуги
- Зщ Павел Комаров
- Зщ Владимир Копать
- Зщ Константин Корнеев
- Зщ Владимир Логинов
- Зщ Михаил Любушин
- Зщ Александр Макрицкий
- Зщ Игорь Малыхин
- Зщ Антон Ульянов
- Нп Сергей Акимов
- Нп Юрий Артеменков
- Нп Руслан Берников
- Нп Максим Бец
- Нп Владислав Брызгалов
- Нп Александр Виноградов
- Нп Роман Волошенко
- Нп Александр Волчков
- Нп Виктор Гордиюк
- Нп Владислав Громов
- Нп Евгений Давыдов
- Нп Дмитрий Денисов
- Нп Илья Дубков
- Нп Михаил Иванов
- Нп Дмитрий Кириленко
- Нп Александр Кожевников
- Нп Раиль Муфтиев
- Нп Игорь Никулин
- Нп Кирилл Пафифов
- Нп Асхат Рахматуллин
- Нп Станислав Романов
- Нп Николай Ружейников
- Нп Роман Сальников
- Нп Сергей Соин
- Нп Дмитрий Тепляков
- Нп Ринат Хасанов
- Нп Дмитрий Цыруль
- Нп Дмитрий Шандуров
- Нп Вадим Шарифьянов
- Нп Михаил Юньков
- Главный тренер: Сергей Котов